# EBoy
eBoy — студия пиксельной графики, основанная в 1997 году немецкими дизайнерами Штеффеном Зауэртайгом (Steffen Sauerteig), Свендом Смиталем (Svend Smital) и Каем Фермером (Kai Vermehr).

## История
Студия основана 2 мая 1997 года. Из всей компании только у Кая был компьютер Apple II/C64 и игровая приставка Nintendo. Штеффен и Свенд выросли в Восточной Германии и познакомились с цифровыми технологиями, уже став взрослыми. Через несколько лет после основания eBoy в команду вошёл американец Питер Стеммлер (Peter Stemmler). Влияние на их деятельность оказала поп-культура, торговля, супермаркеты, телевидение, игрушки, LEGO, компьютерные игры, журналы.

## Деятельность
Студия работает над созданием пиксельной графики для Интернета, книг, журналов, для размещения на футболках, сноубордах и даже кроссовках. Одним из направлений их творчества является создание пиксельных изометрических изображений машин, зданий, людей, которые объединяются в целые города. В числе их работ постеры Берлина, Лондона, Нью-Йорка и Токио.
В 2002 году студия выпустила книгу «Eboy» («Эбой электронная графика»). В 2007 работала над созданием обложки альбома группы Groove Armada. В числе её клиентов Adidas, Adobe, Amazon, Coca-Cola, DaimlerChrysler, Honda, Microsoft, MTV, Nestle и Nike.